# Darmstadt (Indiana)
Darmstadt – miasto w Stanach Zjednoczonych, w stanie Indiana, w hrabstwie Vanderburgh.